# Johnny Miles
Johnny Miles, född 30 oktober 1905, död 15 juni 2003, var en friidrottare från Kanada. Han deltog vid olympiska sommarspelen 1928 och olympiska sommarspelen 1932.